# Костанца д’Есте
Костанца д’Есте (на италиански: Costanza d'Este; * 25 юли 1343, † 13 февруари 1392) от фамилията Есте, e италианска благородничка, чрез брак господарка на Римини и Йези.

## Произход
Костанца е дъщеря на Обицо III д’Есте (* 1294, † 1352), маркиз на Ферара и господар на Модена, и съпругата му Липа Ариости или негова извънбрачна дъщеря от неизвестна жена. Има пет или седем братя и две сестри:
- Беатриче (* 1332, † 1387), княгиня на Анхалт-Цербст като съпруга на Валдемар I[2]
- Алда (* 1333, † 1381), съпруга на Луиджи (Лудовико) II Гонзага, капитан на народа на Мантуа[2][1]
- Риналдо II (* 1334, † 1348)[2]
- Алдобрандино III (* 1335, † 1361), господар на Ферара и Ровиго (1352 – 1361), имперски викарий на Модена (1354 – 61), съпруг на Беатриче ди Камино от Тревизо[2][1]
- Николо II „Куция“ (* 1338, † 1388), господар на Ферара и Ровиго (1361 – 1388), господар на Модена (1352 – 1388), господар на Фаенца (1376 – 1377); от 1363 г. съпруг на Виридис дела Скала.[2][1]
- Ацо (* 1340, † 1349)[2]
- Фолко (* 1342, † 1356/58)[2] или извънбрачен от неизвестна жена[1]
- Уго (* 1344, † 1370), съпруг на Констанца Малатеста[2][1]
- Алберто V (* 1347, † 1393)[2] или извънбрачен от неизвестна жена,[1] господар на Ферара, Модена и Реджо (1361/88 – 93), основател на Ферарския университет (1391); съпруг на Джована ди Роберти и на Изота Алберезани.

Има и двама, трима или четирима полубратя от извънбрачни връзки на баща си с неизвестни жени.

## Биография
Костанца се омъжва през 1362 г. за Галеото Малатеста, нар. Малатеста Унгаро (* юни 1327; † 17 юли 1372, Римини), господар на Римини и на Йези, син на Малатеста II Малатеста „Разрушителя на семейства“, и Костанца Ондедей. Тя е негова втора съпруга. Няма деца от него.
Нейната заварена дъщеря Костанца Малатеста († 1378) се омъжва през 1363 г. за полубрат ѝ Уго д’Есте.